# Kinkan
Kinkan est une localité située dans le département de Bagaré de la province du Passoré dans la région Nord au Burkina Faso.

## Géographie
Kinkan est situé à 10 km au sud-est de Bagaré, le chef-lieu du département, à 7 km au nord-est de Zougo et à environ 40 km au sud-ouest du centre de Yako.

## Santé et éducation
Le centre de soins le plus proche de Kinkan est le centre de santé et de promotion sociale (CSPS) de Zougo tandis que le centre médical avec antenne chirurgicale (CMA) de la province se trouve à Yako.
La commune possède une école primaire.